# 哈吉·貝格
哈吉·貝格，(?-1361)，西察合台汗國巴魯剌思氏首領，他是帖木兒叔父。
他的祖先哈剌察兒受命出鎮西域輔助察合台。

## 生涯
哈吉·貝格首次被提及是在1358年，當時他參加了推翻權臣加茲罕之子阿布杜拉赫的行動，後者實際上控制了西察合台汗國。但他年輕，經驗不足，後搬到撒馬爾罕威脅到哈吉的領地渴石，與另一位速勒都思部首領巴顏一起將他解除了權力，並殺死了他的傀儡可汗铁穆尔沙。然後，巴顏被提升為阿布杜拉赫以前的埃米爾職位，但巴顏拒絕履職。
西部汗國持續內亂，導致蒙兀兒斯坦汗禿忽魯帖木兒於1360年入侵。他們中的許多人藉此機會掠奪對方的土地。牙撒吾兒·哈吉·馬哈茂沙的部落與巴魯剌思部接壤，因此決定與蒙兀兒軍隊突襲其領土。哈吉起初決定抵抗，但看到蒙兀兒人更強大，他逃到了呼羅珊。
在逃亡期間，哈吉·貝格由侄子帖木兒陪伴，當他們到達阿姆河時帖木兒要求返回渴石以便維持部落秩序。帖木兒在部內的傑出地位以及與蒙兀兒精英的幾位成員一起，導致禿忽魯帖木兒任命他為巴拉剌思地區的統治者。帖木兒然後與哈吉敵對的部落首領結盟，最緋他轉向支持阿布杜拉赫的侄子忽辛。同時，蒙兀兒人放棄了該地區，並返回了蒙兀兒斯坦。
此後不久，哈吉回到察合台汗國重新控制部落，並與一位札剌亦兒部首領巴耶塞特合作進攻牙撒吾兒，帖木兒得知此消息後牙撒吾兒，便調動軍隊支持。雙方在戰鬥中相遇，儘管結果不一致，但帖木兒被迫服從哈吉。然後，兩部再次襲擊了牙撒吾兒，並擊敗了他們。這場胜利確保了哈吉·貝格作為部落首領的地位。
1361年春天，禿忽魯帖木兒再次入侵河中，當知道巴耶塞特和巴顏決定效忠可汗時，哈吉也計劃這樣做。但禿忽魯帖木兒無故處決巴耶塞特使他改變主意，他回渴石集結部隊，然後越過阿姆河進入呼羅珊，但在那裡他被一群突厥人殺死。禿忽魯帖木兒再次把渴石交給帖木兒管治，但不久他就叛離了禿忽魯帖木兒的王子也里牙思火者。